# Seichamps
Seichamps ist eine französische Gemeinde im Département Meurthe-et-Moselle in der Region Grand Est (bis 2015 Lothringen). Die Stadt hat 5155 Einwohner (Stand 1. Januar 2022) auf 4,30 km². Er gehört zum Arrondissement Nancy und zum Kanton Grand Couronné.

## Geografie
Die Gemeinde Seichamps liegt sechs Kilometer nordöstlich des Stadtzentrums von Nancy.

## Bevölkerungsentwicklung
| Jahr      | 1962 | 1968 | 1975 | 1982 | 1990 | 1999 | 2007 | 2019 |
| Einwohner | 405  | 2093 | 3773 | 4651 | 5780 | 5475 | 5146 | 5069 |

## Messe
Jedes Jahr am dritten Wochenende im September findet in Seichamps die europäische Käse- und Gastronomiemesse statt. Teilnehmer sind die Mitglieder des Netzwerks europäischer Käsestädte (réseau des villes européennes reliées par le fromage), zu dem Seichamps gehört:
- Missen-Wilhams und Lindenberg im Allgäu, Deutschland
- Crema und Bergamo, Italien
- Alkmaar, Niederlande
- Paredes und Seia, Portugal
- Liptovska, Slowakei
- Baumes und Bern, Schweiz
- Battice und Waterloo, Belgien
- Trujillo und Ordizia, Spanien

## Sehenswürdigkeiten

Kirche Saint-Lambert in Seichamps
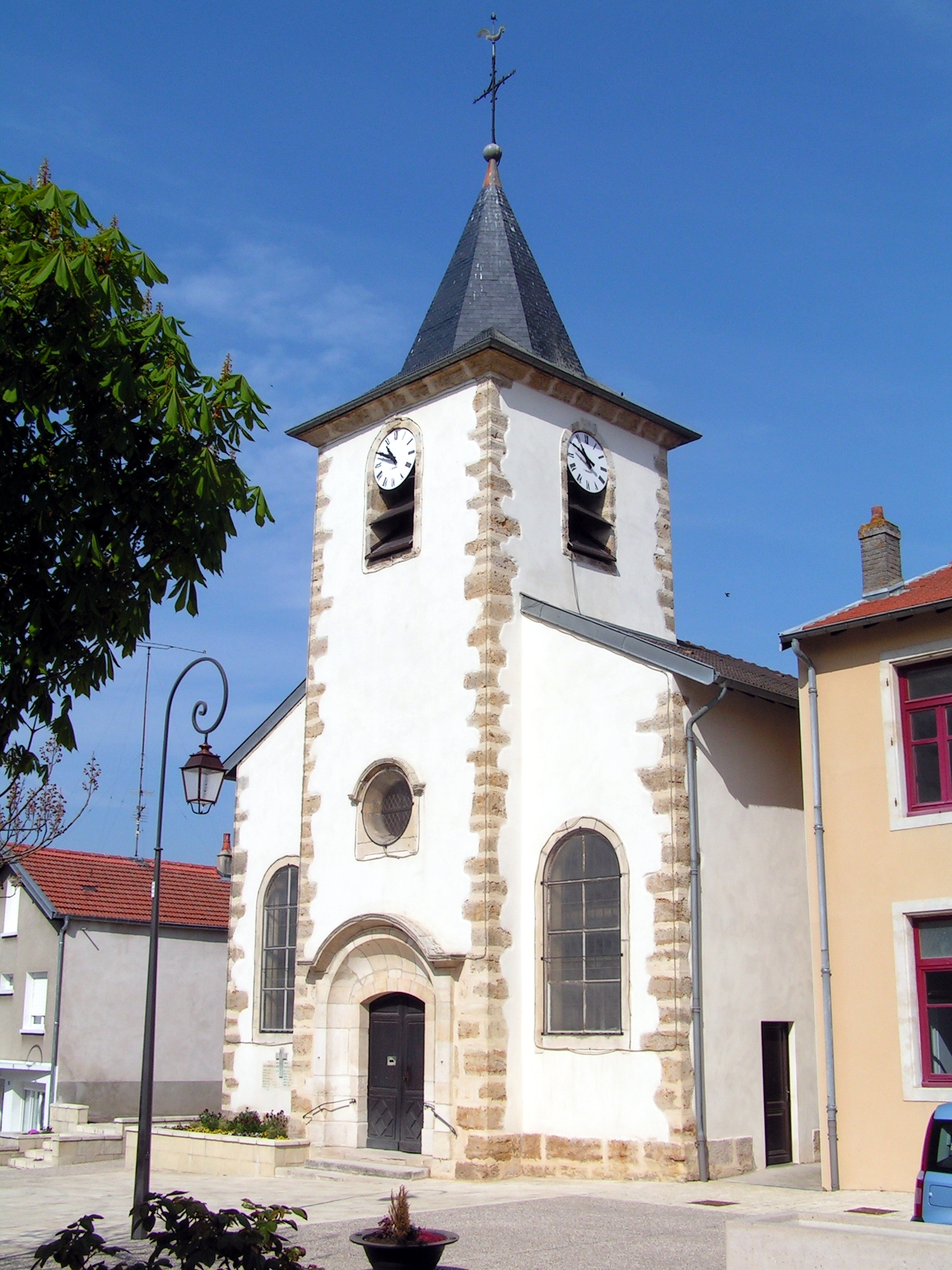
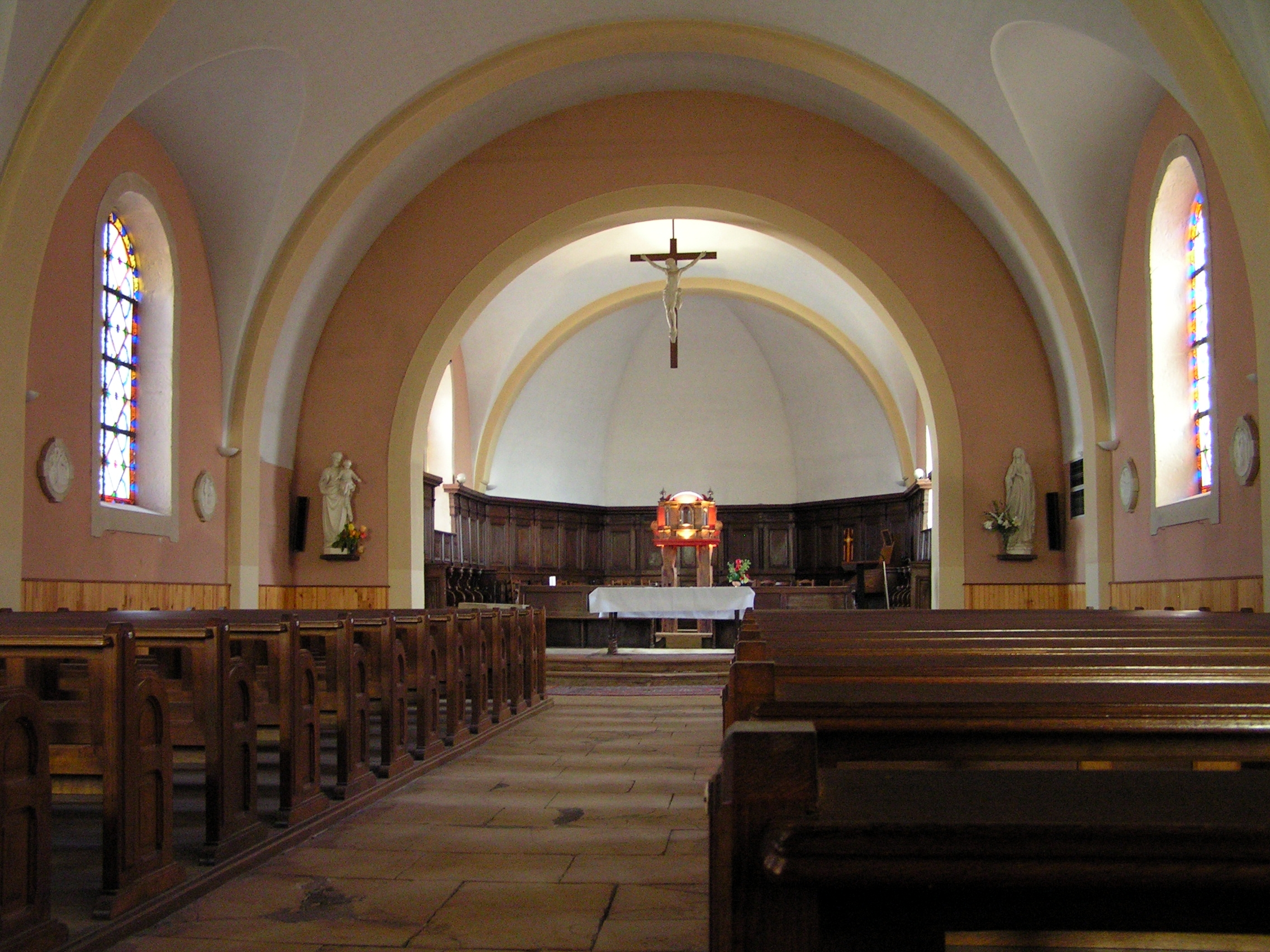